# 2,3-Pentadien
2,3-Pentadien ist eine chirale chemische Verbindung aus der Gruppe der ungesättigten aliphatischen Kohlenwasserstoffe.

## Isomere
2,3-Pentadien ist eine axial chirale Verbindung. Es gibt zwei Stereoisomere, die als (R)- bzw. (S)-2,3-Pentadien bezeichnet werden.

(R)-2,3-Pentadien
(S)-2,3-Pentadien

## Gewinnung und Darstellung
Die Verbindung kann durch Reduktion von 2-Chlor-3-pentin gewonnen werden. Es ist auch die Synthese ausgehend von trans-2-Buten bekannt.

## Eigenschaften
2,3-Pentadien ist eine Flüssigkeit, die nahezu unlöslich in Wasser ist. Bei einer Temperatur von 140 °C in einem angeschlossenen Gefäß dimerisiert die Verbindung zu zum cyclischen 3,4-Dimethyl-1,2-diethyliden-cyclobutanen, wobei bevorzugt die trans-Form der Verbindungen entstehen. Bei Addition von Brom entsteht in Tetrachlorkohlenstoff eine Mischung aus cis- und trans-3,4-Dibrompenten. Mit Iod bildet sich 2,3-Diiod-3-penten. In Methanol bildet sich mit Brom ein Gemisch aus cis- und trans-3-Brom-4-methoxy-2-penten. Mit t-Butylhypochlorit reagiert 2,3-Pentadien zu einer Vielzahl von Reaktionsprodukten.